# WWE 2K25
WWE 2K25 est un jeu vidéo de combat développé par Visual Concepts et édité par 2K Sports, sorti mondialement le 14 mars 2025 sur Microsoft Windows, PlayStation 4, PlayStation 5, Xbox One et Xbox Series. Il s'agit de la vingt-cinquième édition basée sur la promotion de catch World Wrestling Entertainment et du onzième opus de la série WWE 2K. Il est précédé par WWE 2K24.
L'édition de WWE 2K25 met en avant Roman Reigns et tout l'héritage du clan The Bloodline.

## Système de jeu
WWE 2K25 est un jeu de combat de catch.

### Modes de jeu
Les modes de jeu sont :
- Underground Match : le joueur doit remporter le match par Knockout ou soumission. Le ring ne possède aucune corde ou coin d'autres catcheurs se situent en bord de ring[réf. nécessaire] ;
- Intergender Match : match mixte opposant un catcheur masculin à son pendant féminin[1] ;
- Bloodline Rules : le joueur dispose de trois catcheurs pour les interventions et peut utiliser trois paybacks pendant le match pour appeler à l'aide. Il s'agit d'une bagarre générale puisque le match pourra se terminer en combat à quatre contre quatre[réf. nécessaire] ;
- Chain Wrestling : cette variante offre la possibilité de faire une série de mouvements, de prises et de renversements rapides, qui se produisent généralement au début du match[réf. nécessaire].

### Liste des catcheurs jouables
Le jeu dénombre un total de plus de 300 superstars du World Wrestling Entertainment.

## Commercialisation
Le 6 janvier 2025, Visual Concepts et 2K Sports annoncent officiellement WWE 2K25 par le biais d'un communiqué.
Au cours du WWE Raw du 27 janvier 2025, WWE 2K25 est officiellement présenté par Paul Heyman lorsqu'il a dévoilé la jaquette. Pour cette édition, c'est Roman Reigns qui figure sur la jaquette du jeu standard tandis que The Undertaker illustre la jaquette de l'édition Deadman. Une première bande-annonce de WWE 2K25 a aussi été publié sur les réseaux sociaux[réf. nécessaire].
Le jeu est sorti le 14 mars 2025 sur Microsoft Windows, PlayStation 4, PlayStation 5, Xbox One et Xbox Series, et une semaine plus tôt (le 7 mars) pour les éditions Deadman et The Bloodline.